# Veronika Dintinjana
Veronika Dintinjana (* 1977) ist eine slowenische Dichterin, Übersetzerin und Chirurgin.

## Leben und Werk
Dintinjana studierte Medizin in Ljubljana und ist heute als Chirurgin in Trbovlje tätig.
Sie belegte im Jahr 2002 den ersten Platz beim Literaturfestival Urška. 2008 wurde sie beim Dichterturnier in Maribor zur Ritterin der Poesie gekürt und gewann den 6. Poetry Slam in Ljubljana. Im selben Jahr erschien ihr Debütband Rumeno gori grm forzicij (dt. Gelb brennt der Forsythienstrauch, 2020), für den sie den Preis für das beste literarische Debüt erhielt. 2016 erschien ihr zweiter Gedichtband, V suhem doku („Im Trockendeck“), für den sie den renommierten Jenko-Preis erhielt und für weitere Preise nominiert war.
Veronika Dintinjana zählt zu den wichtigsten slowenischen Lyrikern der Gegenwart. Ihre Gedichte zeichnen sich durch intime Themen und existenzielle Fragen sowie Naturbeobachtungen aus. Ebenfalls finden sich oft Motive aus der bildenden Kunst, vor allem aus der Renaissance. Außerdem gehört sie zu den Gründern und Organisatoren der Veranstaltungsreihe Mlade rime („Junge Reime“), das jungen Autoren von Lyrik eine Plattform bietet.
Dintinjana ist auch als Literaturübersetzerin tätig. So übersetzte sie u. a. Gedichte von Louise Glück und Pablo Neruda.

## Bibliographie

### Gedichtbände
- V suhem doku. Ljubljana: LUD Literatura, 2016.
- Rumeno gori grm forzicij. Ljubljana: Literarno-umetniško društvo Literatura, 2008.
  - dt. Übersetzung: Gelb brennt der Forsythienstrauch. Übersetzt von Ann-Catrin Bolton. Ljubljana: Društvo slovenskih pisateljev, 2020.

### Übersetzungen
- Pablo Neruda: Tvojih nog se dotikam v senci. (Tus pies toco en la sombra y otros poemas inéditos). Zusammen mit Christi Dintinjana. Ljubljana: Mladinska knjiga, 2018.
- Denise Levertov: Proti točki nič. Zusammen mit Mia Dintinjana. Ljubljana: KUD Kentaver. 2014.
- Ciaran O’Driscoll: Nadzorovanje življenja. Zusammen mit Iztok Osojnik. Ljubljana: KUD France Prešeren, 2013.
- Louise Glück: Onkraj noči. Ljubljana: Mladinska Knjiga, 2011.
- Ursula K. Le Guin: Ples na robu sveta. Ljubljana: KUD Apokalipsa, 2007.